# جهان‌نیوز
جهان‌نیوز، یک وبگاه خبری اصولگرا وابسته به علیرضا زاکانی است. که مدیرمسئولی آن در حال حاضر بر عهدهٔ حسین خان بابازاده است.

## مرامنامه
در مرامنامه این وبگاه خبری، هدف اصلی از تأسیس جهان نیوز، اطلاع‌رسانی شفاف، روشنگری، بصیرت بخشی و ایجاد تفکر و افزایش قدرت تحلیل در بین مخاطبان عنوان شده و آمده‌است: «معتقدیم این موارد از مهمترین مأموریت‌های رسانه اسلامی است که «جهان نیوز» سعی داشته و دارد که در آن مسیر فعالیت نماید. اگرچه معترفیم تا رسیدن به چنین الگویی راه بسیاری را در پیش داریم و اشتباهاتی نیز در این زمینه داشته‌ایم.»

## عملکرد
بنا به معرفی نامه خودنوشت این وبگاه خبری، ادعا دارد که فعالیتی با رویکرد ضدفساد دارد و تاکنون پرونده‌های افشاگرانه زیادی را برملا کرده که از جمله آن به موارد زیر می‌توان اشاره کرد:
| - فساد مدیریتی در دانشگاه آزاد - پرونده فروش سوالات کنکور - رسانه‌ای کردن پرونده کهریزک - پیگیری حوادث کوی دانشگاه و برخورد با دانشجویان | - اطلاع‌رسانی در مورد پرونده کرسنت - پرونده جعلی بودن مدرک تحصیلی برخی مسئولین - پرونده بیمه ایران و حلقه خانه فاطمی |  |

## توقیف
- این پایگاه خبری در تیر ماه ۱۳۸۷، یک بار توقیف و فیلتر شد.[۶]
- در ۲۶ خرداد ۱۳۹۵ هیئت نظارت بر مطبوعات براساس بند ۱۱ ماده شش و مستند به تبصره ذیل ماده ۱۲ قانون مطبوعات[۷] و با استناد به مفادی از قانون مطبوعات که پخش شایعات و مطالب خلاف واقع یا تحریف مطالب دیگران را ممنوع کرده‌است، این روزنامه را توقیف کرد.[۸]